# Milan Galić
Milan Galić (ur. 8 marca 1938 w Bosansko Grahovo, zm. 13 września 2014 w Belgradzie) – serbski piłkarz.
W barwach reprezentacji Jugosławii zagrał 51 razy i strzelił 37 goli. Był członkiem kadry na Letnie Igrzyska Olimpijskie 1960, gdzie Jugosławia zdobyła złoty medal. Reprezentował Jugosławię również na Mistrzostwach Europy 1960 (Jugosławia zajęła wówczas 2. miejsce) i na Mundialu 1962 (Jugosławia zajęła na tym turnieju 4. miejsce). Grał w Partizanie Belgrad, Standard Liège i Stade de Reims.